# Représentations diplomatiques en Bolivie

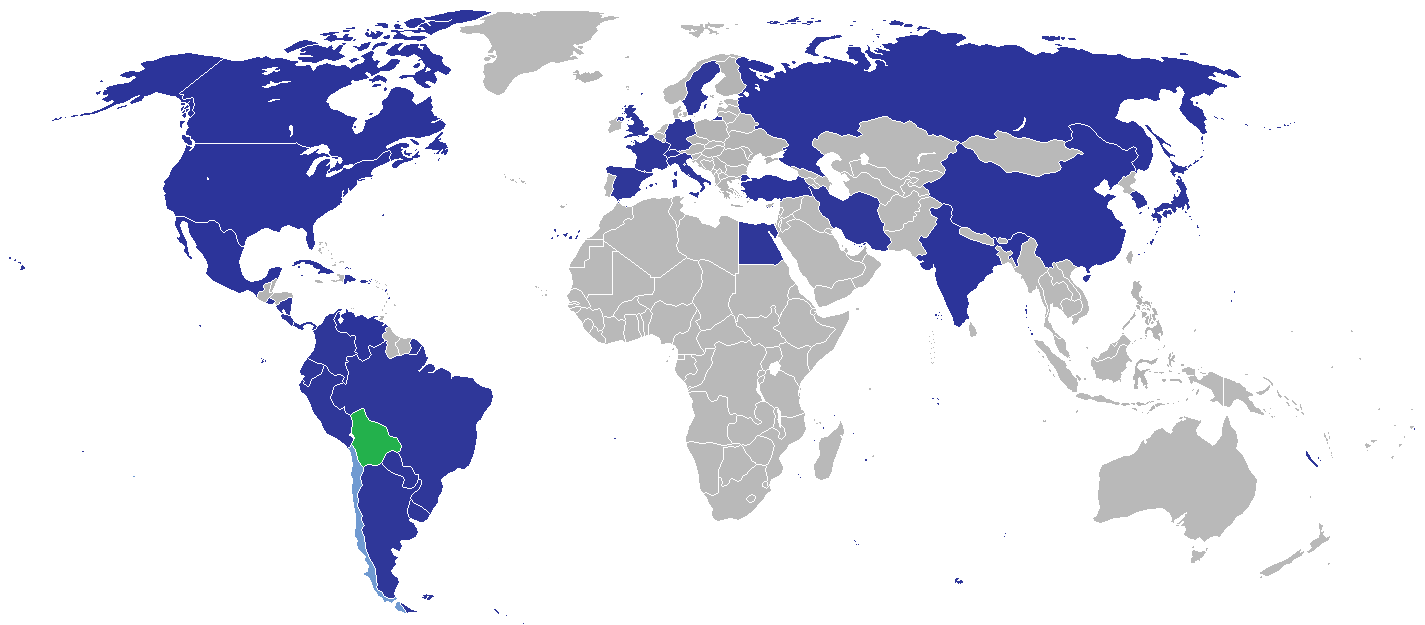
Carte des représentations diplomatiques en Bolivie

Ceci est une liste des représentations diplomatiques en Bolivie. 
La capitale La Paz accueille 31 ambassades. Plusieurs autres pays ont des ambassadeurs accrédités dans d'autres capitales régionales. 

## Ambassades à La Paz
| - Allemagne - Argentine - Brésil - Chine - Colombie - Corée du Sud - Costa Rica - Cuba - Égypte - Équateur - Espagne | - États-Unis - France - Iran - Italie - Japon - Mexique - Nicaragua Ordre souverain de Malte - Palestine - Panama - Paraguay | - Pérou - République dominicaine - Royaume-Uni - Russie - Salvador - Suède - Suisse - Turquie - Uruguay - Vatican - Venezuela |

## Autres représentations à La Paz
- Belgique (Bureau de développement)[1]
- Canada (Bureau)[2]
- Union européenne (Délégation)

## Consulats

### La Paz
- Chili (Consulat général)

### Cobija
- Brésil (Consulat général)[3]

### Cochabamba
- Argentine (Consulat)
- Brésil (Consulat général)[3]
- Pérou (Consulat général)

### El Alto
- Pérou (Consulat)

### Guayaramerín
- Brésil (Consulat)[3]

### Puerto Suárez
- Brésil (Consulat)[3]

### Santa Cruz de la Sierra
- Argentine (Consulat général)
- Brésil (Consulat général)[3]
- Chili (Consulat général)
- Chine
- Cuba
- Espagne (Consulat général)
- Japon (Bureau consulaire)[4]
- Paraguay
- Pérou (Consulat général)
- Uruguay (Consulat général)

### Tarija
- Argentine (Consulat général)

### Villamontes
- Paraguay (Consulat)

### Villazón
- Argentine (Consulat)

### Yacuiba
- Argentine (Consulat)

## Ambassades non résidentes

### Bogota
- Danemark
- Hongrie

### Brasilia
| - Algérie - Arabie saoudite - Bulgarie - Ghana - Guyana | - Irak - Libye - Oman - Serbie - Viêt Nam |

### Buenos Aires
- Grèce
- Irlande
- Norvège
- Philippines
- Portugal

### Caracas
| - Barbade - Biélorussie - Corée du Nord | - Jamaïque - République arabe sahraouie démocratique - Syrie |

### Lima
| - Afrique du Sud - Australie - Autriche - Belgique - Canada | - Émirats arabes unis - Finlande - Guatemala - Honduras - Inde | - Indonésie - Israël - Malaisie - Maroc - Pays-Bas | - Pologne - Qatar - Thaïlande - Ukraine |

### Paris
- Tunisie

### Santiago
- Croatie
- Haïti
- Jordanie

### Washington
- Afghanistan

## Anciennes ambassades
- Belgique (fermée en 2006)[1]
- Danemark
- Honduras[5]
- Israël
- Pays-Bas (fermée en 2013) [6]
- Roumanie (fermée en 2000)

## Galerie

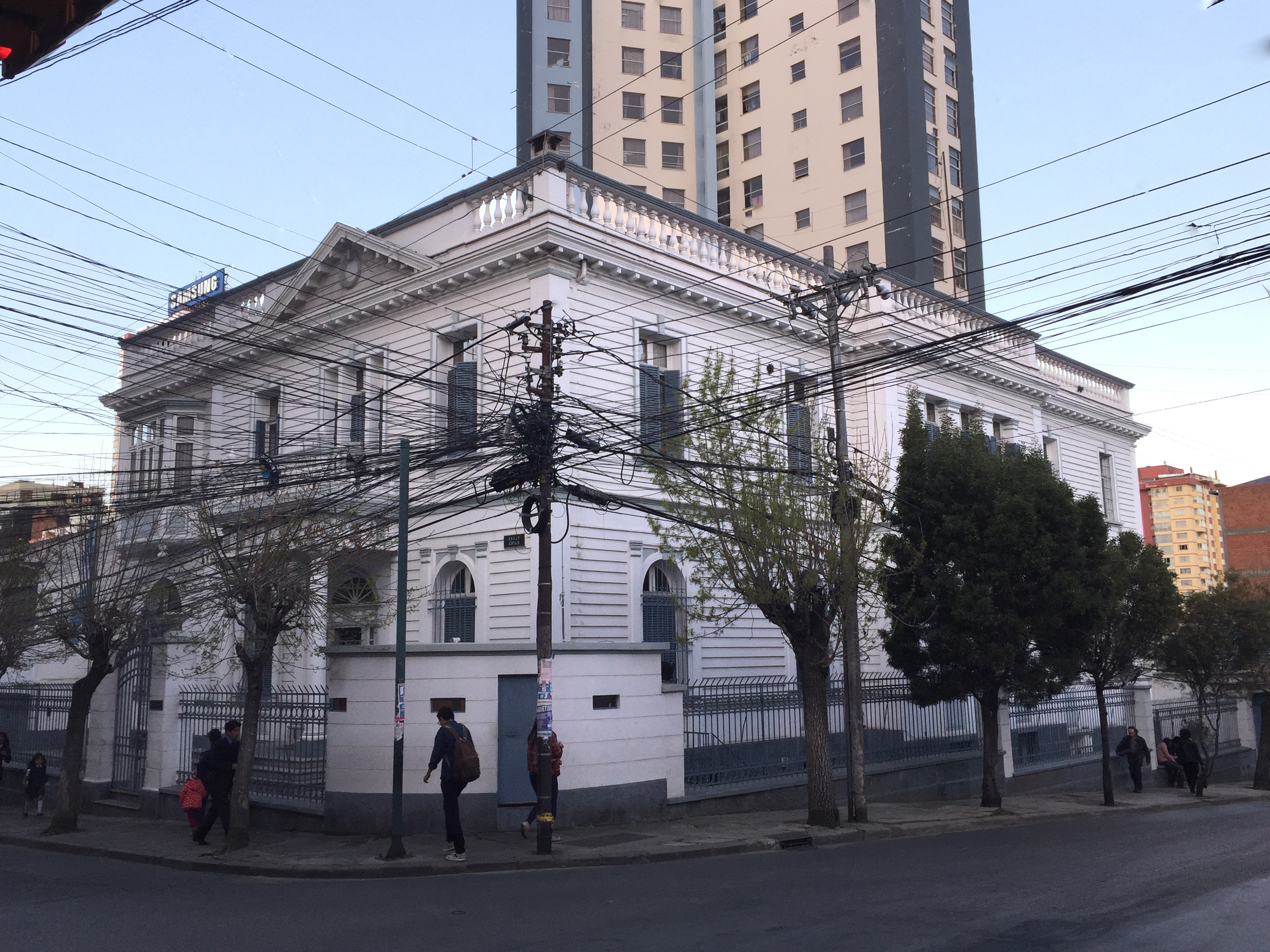
Ambassade d'Argentine
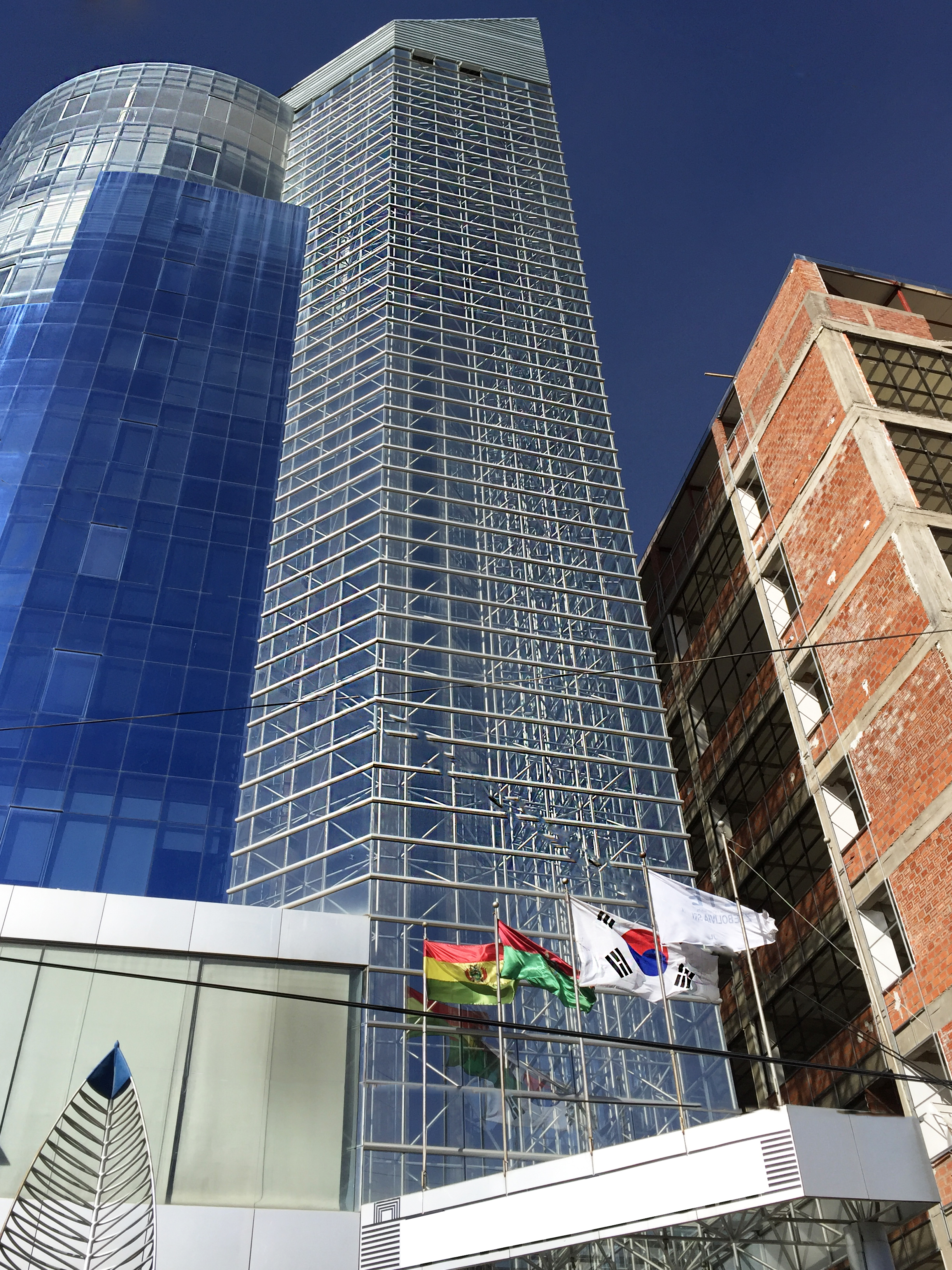
Ambassade de Corée du Sud
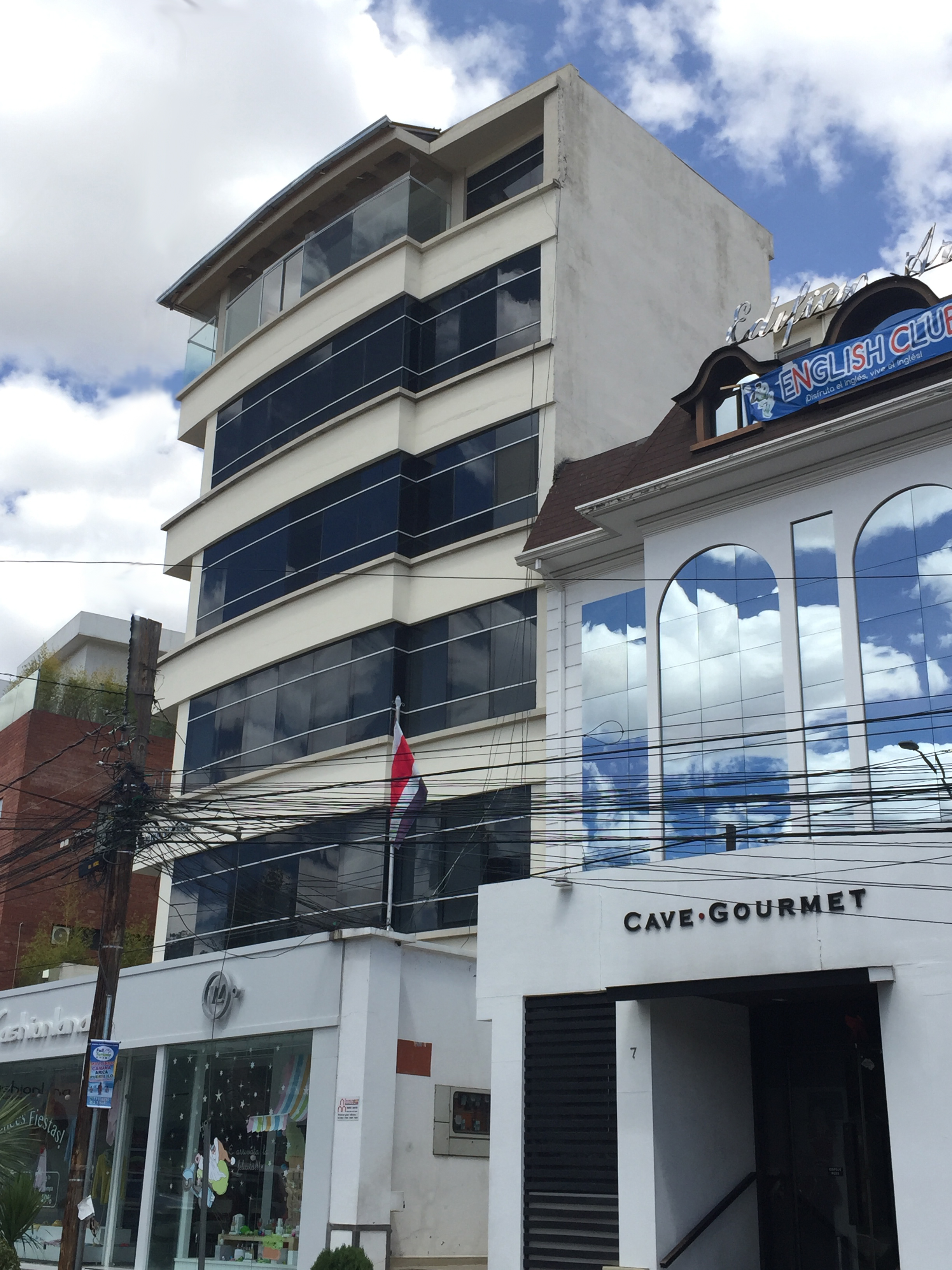
Ambassade du Costa Rica
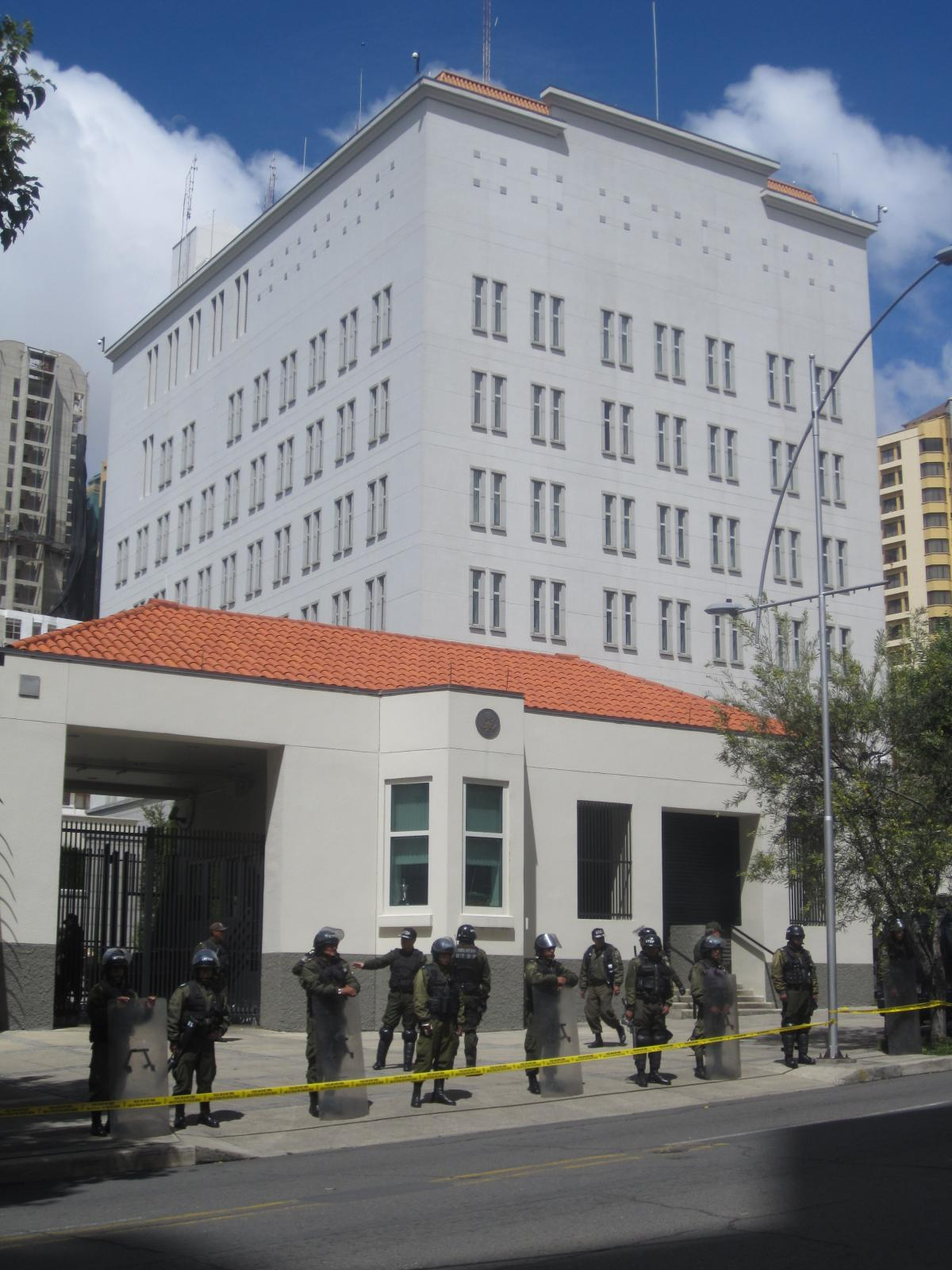
Ambassade des États-Unis
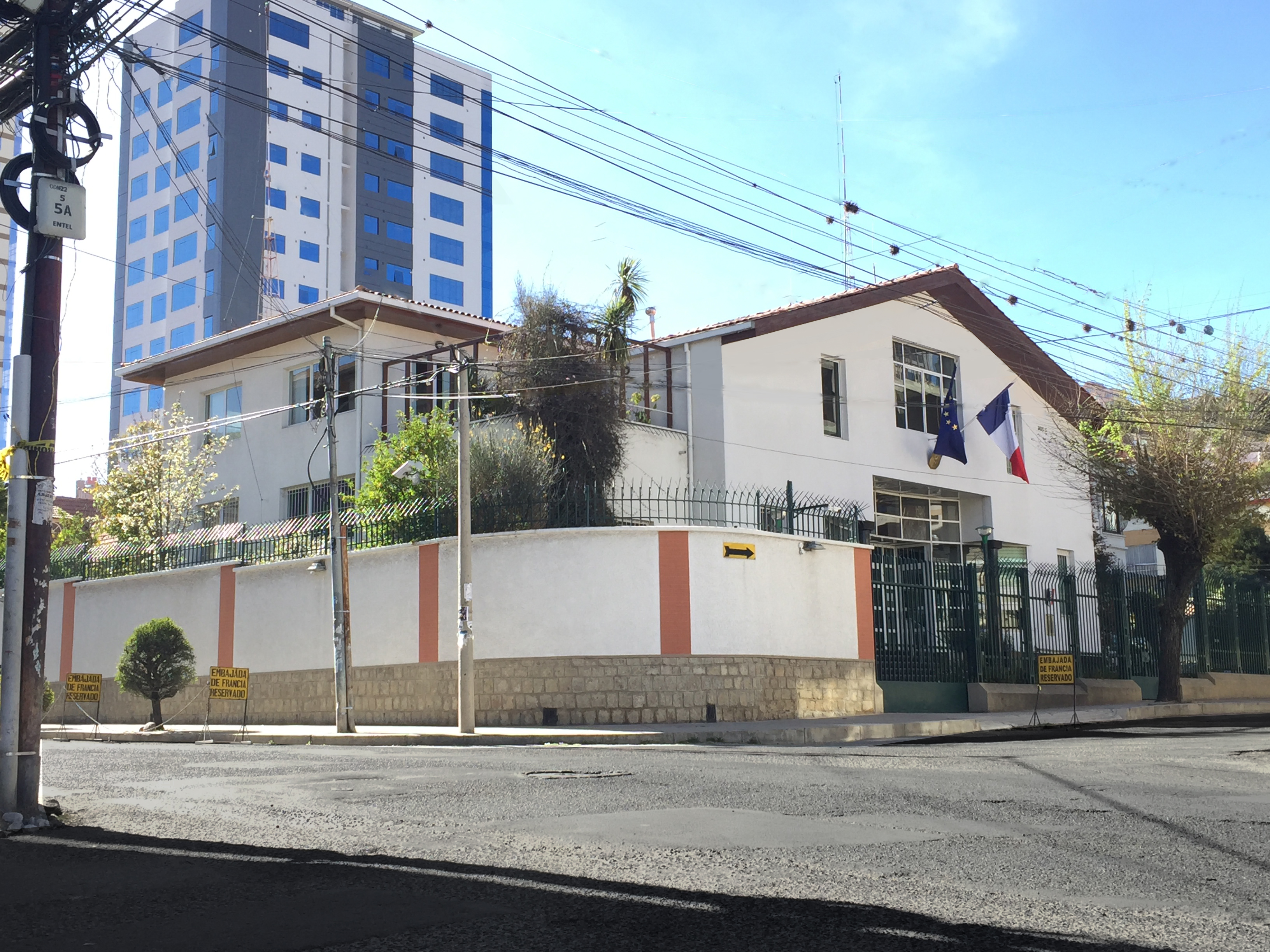
Ambassade de France
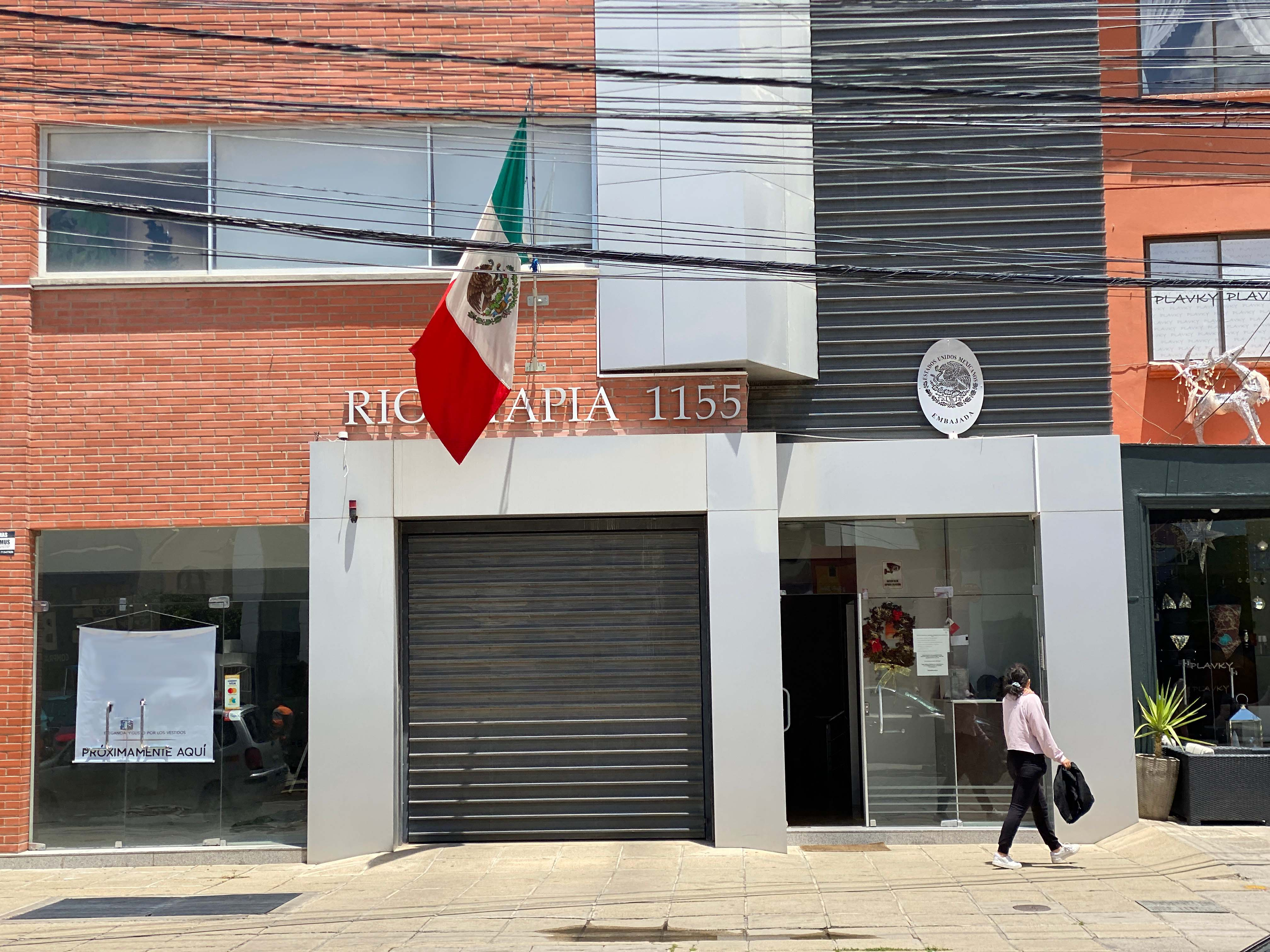
Ambassade du Mexique
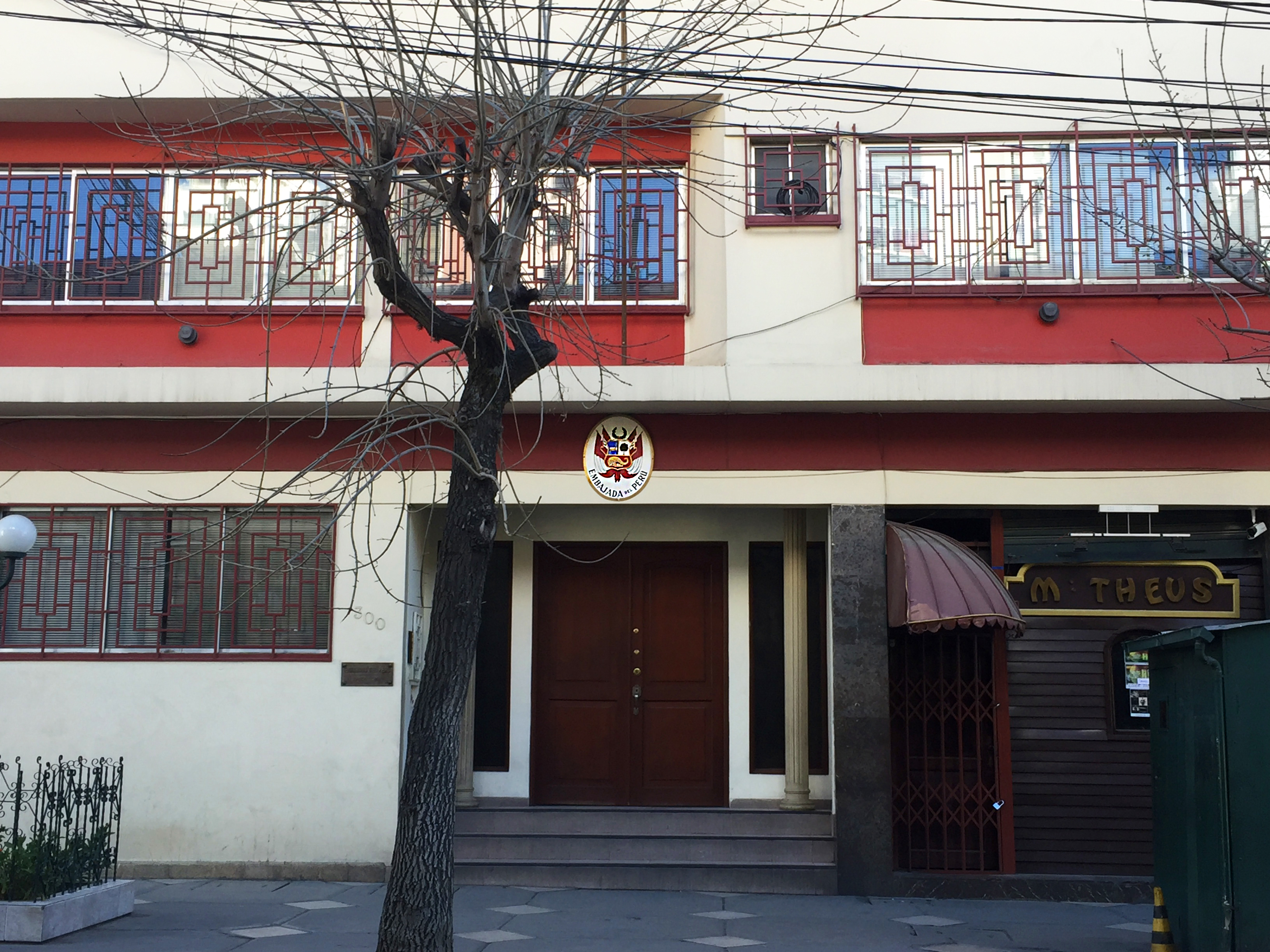
Ambassade du Pérou
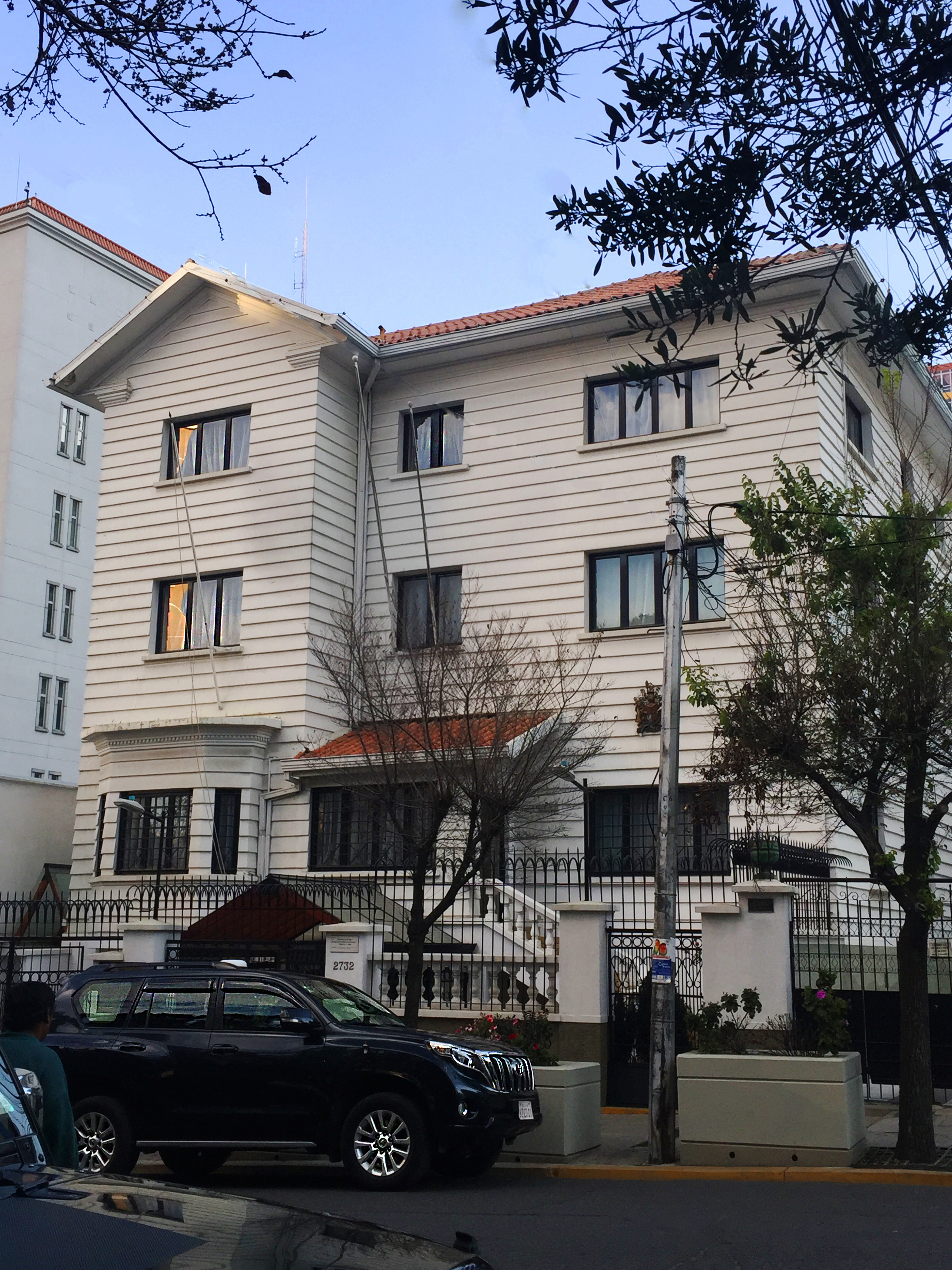
Ambassade du Royaume-Uni
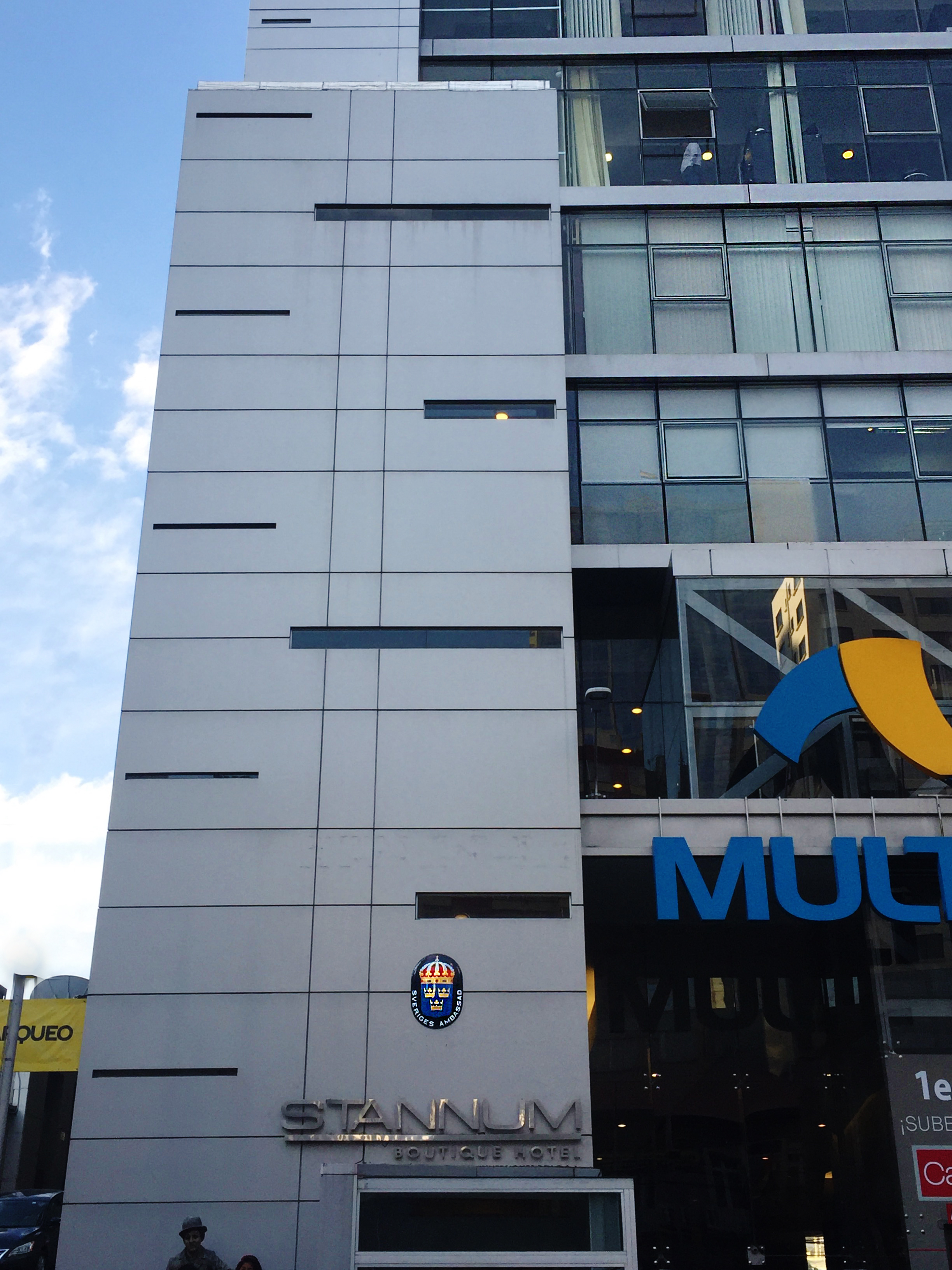
Ambassade de Suède
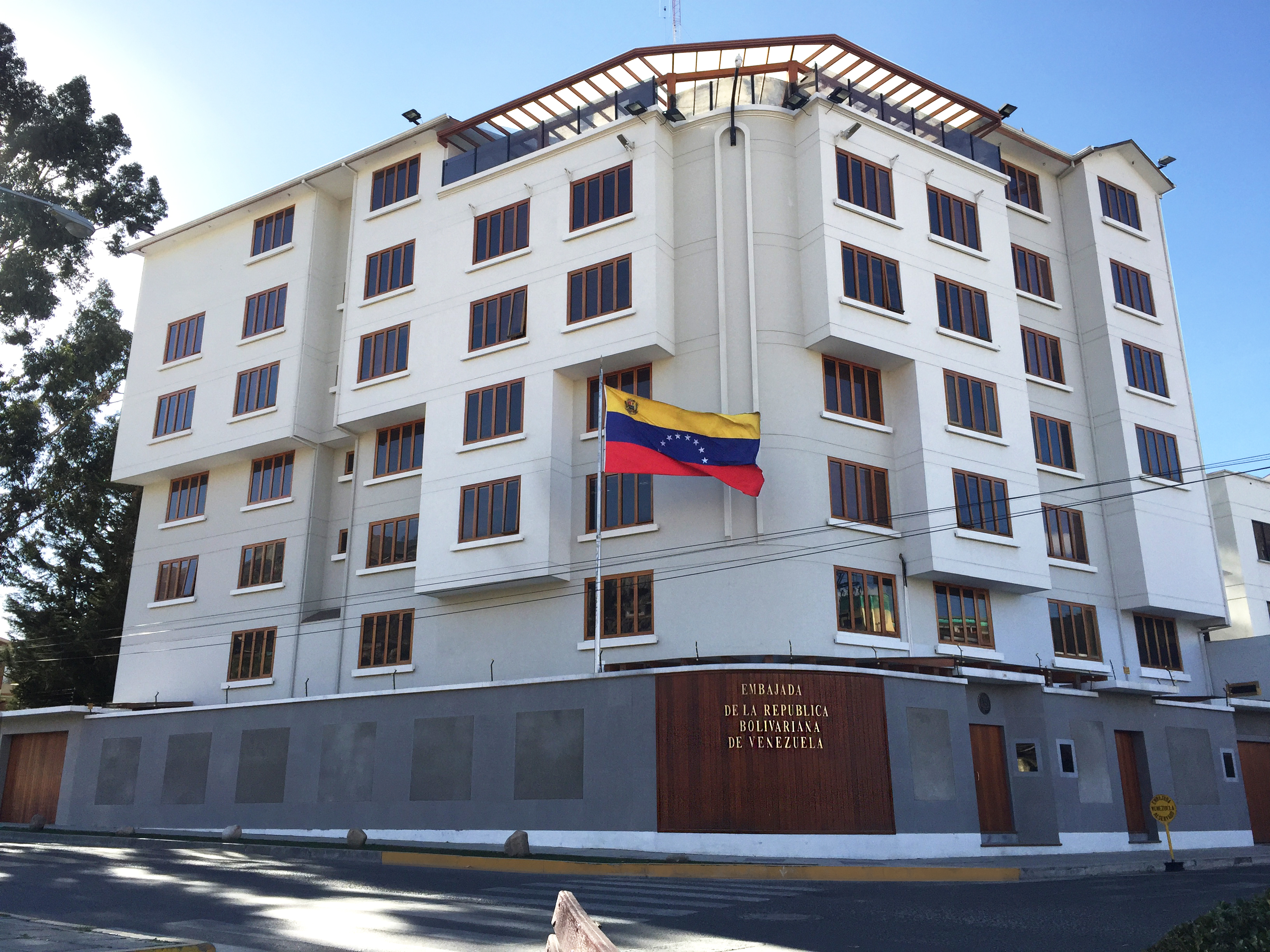
Ambassade du Vénézuela